# رالف تایلر اسمیت
رالف تایلر اسمیت (به انگلیسی: Ralph Tyler Smith) سناتور سابق عضو حزب جمهوری‌خواه ایالات متحده آمریکا بود. وی در سال ۱۹۶۹ تا ۱۹۷۰ میلادی سناتور ایالت ایلی‌نوی در سنای ایالات متحده آمریکا بود.